# Alexandrine Augusta van Mecklenburg-Schwerin
Alexandrine Augusta van Mecklenburg-Schwerin (Schwerin, 24 december 1879 — Kopenhagen, 28 december 1952) was door haar huwelijk met koning Christiaan X van Denemarken van 1912 tot 1947 koningin van Denemarken en van 1918 tot 1944 ook koningin van IJsland.
Ze was een dochter van Frederik Frans III van Mecklenburg-Schwerin en van Anastasia Michajlovna van Rusland en een halfnicht van koningin Juliana. Ze groeide op met haar broer Frederik en zus Cecilie in het Paleis van Schwerin. Vanwege de slechte gezondheid van haar vader was het gezin ook in Italië en vooral in Cannes, Frankrijk. Alexandrine bracht ook regelmatig tijd door in Rusland, het thuisland van haar moeder.
Alexandrine heeft uitgebreid onderwijs genoten. Naast Duits en Russisch, de moedertaal van haar ouders, sprak ze ook heel goed Frans en Engels. Alexandrine was erg muzikaal en een uitstekend pianiste. Sport speelde ook een belangrijke rol in haar opvoeding; ze leerde onder meer tennis, golf, roeien en zeilen.
Alexandrine huwde in 1898 met Christiaan X van Denemarken. Hij was van 1912 tot 1947 koning van Denemarken. Zij kregen samen twee zoons:
- Christiaan Frederik Frans Michaël Karel Waldemar George (1899–1972), de latere koning Frederik IX van Denemarken
- Knud Christian Frederik Michael (1900–1976)

## Weduwschap
Toen de koning stierf in 1947, was Alexandrine de eerste in de Deense geschiedenis die haar titel als koningin behield en hoefde ze zich geen koningin-weduwe te noemen, zoals tot nu toe het geval zou zijn geweest. In haar late jaren verbleef Alexandrine steeds langer op kasteel Marselisborg in Jutland. Ze bleef zeer actief tot het einde van haar leven en ging door met haar werk als beschermvrouwe en liefdadigheid. Daarnaast was ze een fervent golfer en fotografe..
Koningin Alexandrine stierf op 28 december 1952 na een lang ziekbed en werd bijgezet in de kathedraal van Roskilde.
- Bibliothèque nationale de France: cb14978018q (data)
- Gemeinsame Normdatei: 122830423
- International Standard Name Identifier: 0000 0000 3527 4627
- Library of Congress Control Number: n2004039105
- SNAC: w6x44t2x
- Système universitaire de documentation: 186373635
- Museum of New Zealand Te Papa Tongarewa: 53128
- Virtual International Authority File: 25494913
- WorldCat: E39PBJfmmRkQhh9By6PYk8FBT3